# Lutzomyia gorbitzi
Lutzomyia gorbitzi är en tvåvingeart som först beskrevs av Blancas F. 1959.  Lutzomyia gorbitzi ingår i släktet Lutzomyia och familjen fjärilsmyggor. Inga underarter finns listade i Catalogue of Life.